# Freestyle (sport)
Freestyle is een van de vormen van snowboarden, skiën, skateboarden, BMX en kajakken. Ook andere sporten hebben soms een freestylediscipline.

## Snowboard- en ski freestyle

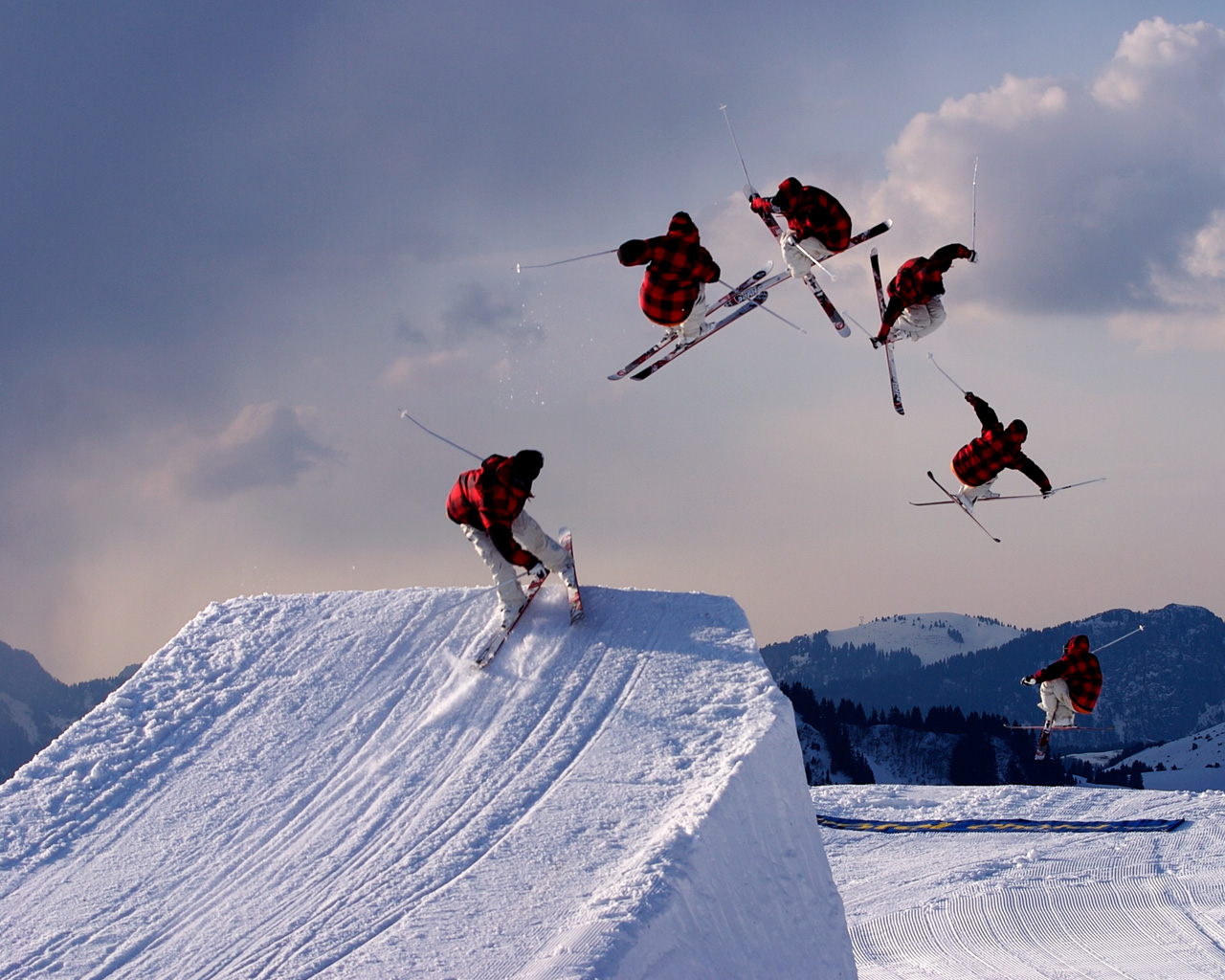
Een freestyle skiër in actie

Bij het freestyleboarden gaat het niet om snelheid, maar om stuntwerk. Dat bestaat voornamelijk uit sprongen, die gecombineerd worden met een andere actie. Zo'n actie kan zijn: het vastpakken van het board (een "grab"), het één, twee of drie keer om de lengteas draaien, of zelfs het maken van een salto (backflip, frontflip). Bij het freestylesnowboarden worden er ook wedstrijden gehouden, bijvoorbeeld in een halfpipe van sneeuw, maar ook over een schans, met rails of die laatste twee gecombineerd.
Bij het snowboarden wordt gebruikgemaakt van een breed snowboard, waarvan zowel de voorkant (nose) en de achterkant (tail) omhoog lopen. Verder gebruikt de snowboarder "soft boots", en geen "hard boots" zoals bij het alpineboarden. Skiërs gebruiken een twin-tip ski.

## Skateboardfreestyle

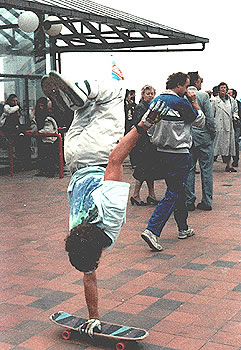
Handstand, Hans Smit, Scheveningen

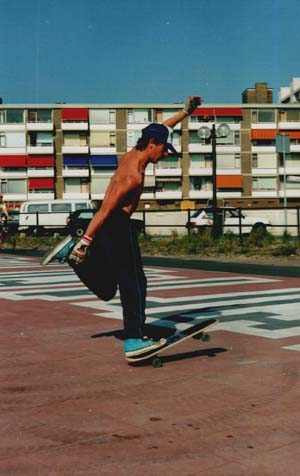
Pierre-André tailwheelie, Hans Lucas, Zandvoort

Vreemd genoeg heeft freestyle bij het skateboarden een heel andere betekenis. Daar geldt het als een discipline die juist op de vlakke grond wordt beoefend, waarbij allerlei tricks (trucjes) worden uitgevoerd.
Het freestyleskateboard is meestal vrij smal en kort, ongeveer 32 bij 8,5 inch (ongeveer 65 bij 22 cm), waarbij de wielen heel klein zijn met een hardheid van rond de 86-92. Een typisch freestyleboard heeft wielen die precies - of bijna - tot de rand lopen, zodat er ook op de zijkant tricks kunnen worden uitgevoerd.
De schaatsterm figure skating dekt helemaal niet de lading van deze style, omdat het vanaf de jaren tachtig vooral zeer technische trucs zijn, waaronder shove-its, flips, pogo's, caspers en 50/50's (draaiingen en posities van het board, waarbij de skater erboven blijft en erop landt).

## BMX-freestyle
BMX betekent Bicycle Motorcross, wat op zijn beurt stond voor kleine fietsjes die zo snel mogelijk over een verharde motorcrossbaan reden. Later kwamen er andere disciplines bij, hoewel de term BMX bleef bestaan. Ook het BMX kent freestyle, al heet het daar meestal flatland, verder zijn er ook nog BMX Cross en BMX Halfpipe. Het BMX-freestyle wordt, net als skateboarden, op de vlakke grond beoefend, waarbij allerlei tricks worden uitgevoerd. In 2008 werd BMX een onderdeel van de Olympische Zomerspelen 2008 in Peking.

## Kajakkenfreestyle
Freestylekajakken wordt beoefend in een speciale korte brede kajak. Met deze kajak worden bewegingen uitgevoerd op een (rivier)golf of wals, enigszins vergelijkbaar met golfsurfen. Die bewegingen kunnen zijn: "loops" (salto), "donkey flips" (in de lucht 360 graden draaien om de lengteas) en "cartwheels" (radslagen). In deze discipline worden ook wedstrijden georganiseerd, waarbij de deelnemers steeds 45 seconden krijgen om te laten zien wat ze kunnen. Per beweging wordt een bepaald aantal punten toegekend door een jury. In Nederland kan de sport slechts beoefend worden in de brandingsgolven, en in beperkte mate op de wildwaterbaan in Zoetermeer.

## Freestyle in de muziek en dans
Zoals er in de sport verscheidene freestyledisciplines zijn, zo bestaat freestyle ook als stijlvorm in de muziek en dans. De bekendste vorm is het freestyle-rappen. De rapper begint hierbij te rappen terwijl hij alles ter plaatse verzint. Vaak worden er "freestylebattles" gehouden tussen twee rappers om te zien wie de beste is (in freestylen). Ook in de jazzmuziek bestaat de freestyle jazz. Deze term is echter enigszins multi-interpretabel en kan duiden op een combinatie van verschillende fusionstijlen of op de free jazz, een avant-gardistische muziekstijl uit de jaren vijftig. Ook in de jazzdans wordt de term "freestyle jazz" gebruikt. Deze dansstijl, geïntroduceerd door Matt Mattox, bestaat uit een combinatie van verschillende dansstijlen. Freestyle was in de tweede helft van de jaren tachtig populair. Een succesvolle groep in dit genre was Lisa Lisa & Cult Jam.